# Operante divinae dispositionis
La bula Operante divinae dispositionis fue emitida por el papa Inocencio III en el año 1198, con el fin de dar rescate a prisioneros cristianos de las manos de las tropas sarracenas, por medio de la creación de la orden Trinitaria que se iba a encargar de juntar fondos para pagar los rescates de los cristianos. Acogiendo de buen grado los deseos de fray Juan de Mata, confirmaba el documento fundamental, que instituía en la Iglesia una fraternidad, con el fin de rescatar a cuantos se encontraban encarcelados a causa de la fe en Cristo.

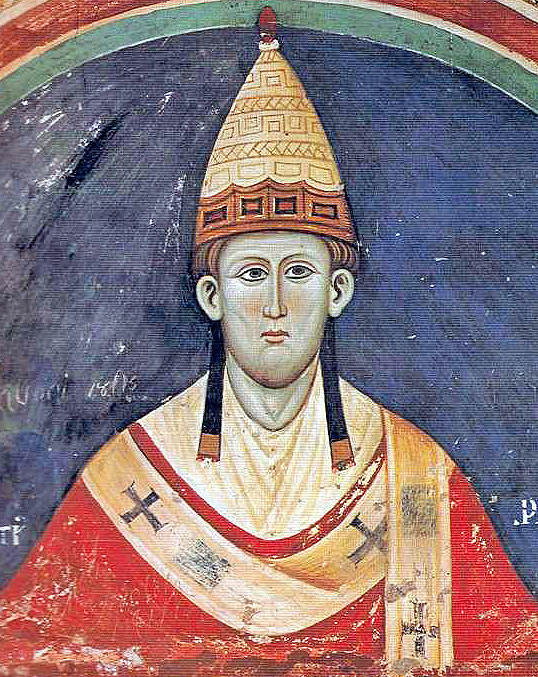
Retrato de Inocencio III

## Rescates Famosos
Uno de los rescates más importantes documentados trata del famoso dramaturgo español, creador de la novela Don quijote de la Mancha, Don Miguel de Cervantes debido a que lo relató él mismo en varias ocasiones, el hecho acaeció el 19 de septiembre de 1580, Juan Gil, redentor general, consiguió reunir los 500 ducados de oro exigidos por el rey de Argel para liberar al cautivo Miguel de Cervantes Saavedra, que después ganaría fama como escritor. El rescate se realizó gracias al dinero que dieran su madre y su hermana, que se completó con fondos de la Tertia Pars de los mismos trinitarios y limosnas pedidas a los mercaderes cristianos de la ciudad.

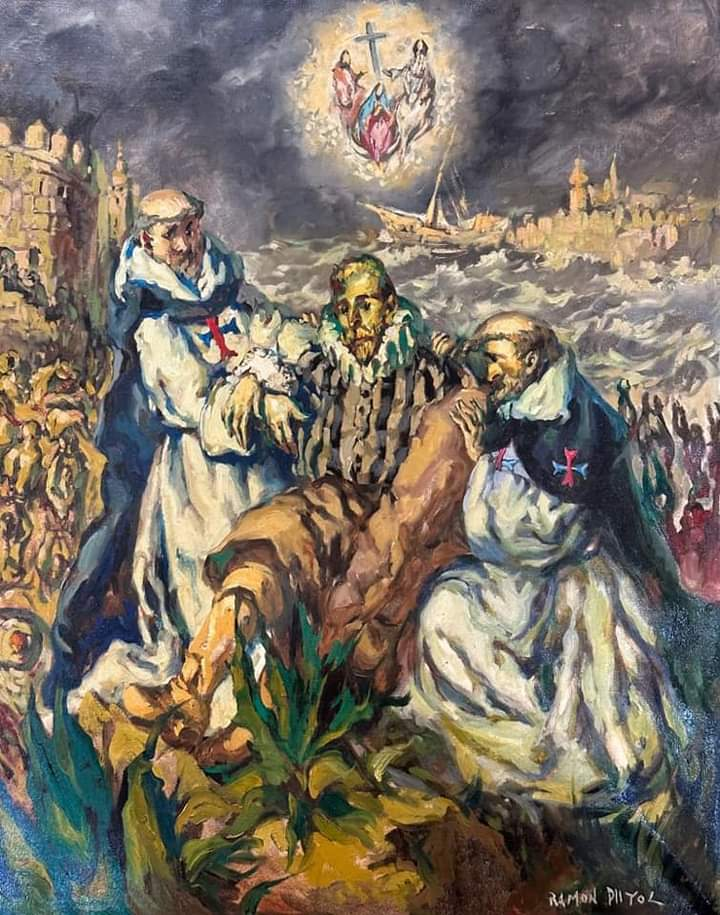
Fray juan Liberando a Miguel de Cervantes.